# جون شو (صانع الخزائن)
جون شو (بالإنجليزية: John Shaw)‏ هو صانع الخزائن ‏ أمريكي، ولد في 1745، وتوفي في 1829.